# Nati nel 1948/Maggio
| Questa pagina contiene informazioni ricavate automaticamente dalle voci biografiche con l'ausilio del template Bio e di un bot. L'aggiornamento è periodico e automatico e ricostruisce completamente la pagina. Se manca una persona in questa lista, sei pregato di non aggiungerla, ma accertati piuttosto che la sua voce biografica contenga il template Bio e che i dati anagrafici siano correttamente compilati. Se il template Bio manca, inseriscilo tu stesso o, in alternativa, metti l'avviso {{tmp\|Bio}} che ne segnala la mancanza. Se i dati riportati sono sbagliati, correggi direttamente la voce biografica; le modifiche saranno visibili in questa lista entro pochi giorni. Per chiarimenti vedi il progetto biografie. La lista contiene solo le 222 persone che sono citate nell'enciclopedia e per le quali è stato implementato correttamente il template Bio. Pagina aggiornata al 10 ago 2025. |

- 1º maggio - Giovanni Brunale, politico italiano
- 1º maggio - Patricia Hill Collins, scrittrice e docente statunitense
- 1º maggio - Mario Aldo Montano, ex schermidore italiano
- 1º maggio - Angelo Pasquini, sceneggiatore, regista e giornalista italiano
- 1º maggio - Robert Pintenat, calciatore e allenatore di calcio francese († 2008)
- 2 maggio - Luciano Figueroa, ex calciatore argentino
- 2 maggio - Steve Frank, ex calciatore statunitense
- 2 maggio - Roberto Locci, direttore della fotografia, regista e collezionista d'arte italiano
- 2 maggio - Joachim Mattern, ex canoista tedesco
- 2 maggio - Giuseppe Perletto, ex ciclista su strada italiano
- 3 maggio - Larry Brandenburg, attore statunitense
- 3 maggio - Angelo Colletta, allenatore di calcio e ex calciatore italiano
- 3 maggio - Dino, cantante italiano
- 3 maggio - Vando Freddi, ex calciatore e allenatore di calcio italiano
- 3 maggio - Gar Heard, ex cestista e allenatore di pallacanestro statunitense
- 3 maggio - Chris Mulkey, attore statunitense
- 4 maggio - Joe Esposito, cantautore statunitense
- 4 maggio - Edmund P. Giambastiani, ammiraglio statunitense
- 4 maggio - Richard Hays, teologo, biblista e predicatore statunitense († 2025)
- 4 maggio - Hurley Haywood, ex pilota automobilistico statunitense
- 4 maggio - John Hummer, ex cestista statunitense
- 4 maggio - George Tupou V, re tongano († 2012)
- 4 maggio - Richard Walden, calciatore inglese († 2009)
- 5 maggio - Mats Bergman, attore svedese
- 5 maggio - Libero Corso Bovio, avvocato italiano († 2007)
- 5 maggio - Aleksandr Čumakov, calciatore sovietico († 2012)
- 5 maggio - John Dalli, politico maltese
- 5 maggio - John Atcherley Dew, cardinale e arcivescovo cattolico neozelandese
- 5 maggio - Pius Fischbach, ex calciatore svizzero
- 5 maggio - Drew Jarvie, ex calciatore scozzese
- 5 maggio - Ertuğrul Kürkçü, politico turco
- 5 maggio - Giusi La Ganga, politico italiano († 2020)
- 5 maggio - Richard Pacheco, ex attore pornografico statunitense
- 5 maggio - Willy Pérez, pilota motociclistico argentino
- 5 maggio - Javier Senosiain, architetto messicano
- 5 maggio - Gheorghe Tătaru, calciatore rumeno († 2004)
- 5 maggio - Bill Ward, batterista e compositore britannico
- 6 maggio - Eusebio Bejarano, ex calciatore spagnolo
- 6 maggio - Richard Cox, attore statunitense
- 6 maggio - Franco Farinelli, geografo italiano
- 6 maggio - Mary MacGregor, cantante statunitense
- 6 maggio - David Michelinie, fumettista statunitense
- 6 maggio - Servílio de Oliveira, ex pugile brasiliano
- 7 maggio - Mariann Aalda, attrice statunitense
- 7 maggio - Susan Atkins, criminale statunitense († 2009)
- 7 maggio - Maurizio Eufemi, politico italiano
- 7 maggio - Elsa Fornero, economista e politica italiana
- 7 maggio - Marianella García Villas, politica e avvocata salvadoregna († 1983)
- 7 maggio - Joe Grushecky, musicista statunitense
- 7 maggio - Lluís Llach, cantautore spagnolo
- 7 maggio - Aldina Martano, attrice e showgirl italiana († 2004)
- 7 maggio - Alan Spenner, bassista britannico († 1991)
- 7 maggio - Pete Wingfield, tastierista e produttore discografico britannico
- 8 maggio - Alberta De Simone, politica italiana
- 8 maggio - Francisco Sérgio Garcia, ex cestista brasiliano
- 8 maggio - Mario Lavezzi, compositore, cantautore e produttore discografico italiano
- 8 maggio - Maurizio Nichetti, regista, sceneggiatore e attore italiano
- 8 maggio - Norbert Nigbur, ex calciatore tedesco
- 8 maggio - Carl Schenkel, regista svizzero († 2003)
- 9 maggio - Massimo Bordi, dirigente d'azienda e ingegnere italiano
- 9 maggio - Roberto Cicutto, produttore cinematografico italiano
- 9 maggio - Annibale Giannarelli, cantante e pianista italiano
- 9 maggio - Calvin Murphy, ex cestista e allenatore di pallacanestro statunitense
- 9 maggio - Kurt Müller, allenatore di calcio e ex calciatore svizzero
- 9 maggio - Maurizio Paniz, avvocato e politico italiano
- 10 maggio - Rosanna Benzi, attivista, giornalista e scrittrice italiana († 1991)
- 10 maggio - Miuccia Prada, stilista e imprenditrice italiana
- 10 maggio - Birutė Galdikas, antropologa, climatologa e ambientalista canadese
- 10 maggio - Francesco Bruno, criminologo, medico e funzionario italiano († 2023)
- 10 maggio - Meg Foster, attrice statunitense
- 10 maggio - Ani Kavafian, docente e violinista statunitense
- 10 maggio - Mike Kelly, politico statunitense
- 10 maggio - Adolfo Porrata, ex cestista portoricano
- 10 maggio - Tamás Vicsek, fisico ungherese
- 11 maggio - José Aguinaga, ex calciatore spagnolo
- 11 maggio - Nirj Deva, politico britannico
- 11 maggio - Carmelo Giovanni Donno, storico italiano († 2023)
- 11 maggio - Pam Ferris, attrice gallese
- 11 maggio - Alfred Matt, ex sciatore alpino e allenatore di sci alpino austriaco
- 11 maggio - Ken Mayfield, ex cestista statunitense
- 11 maggio - Franco Nanni, dirigente sportivo, allenatore di calcio e ex calciatore italiano
- 11 maggio - Piergiorgio Stiffoni, ex politico italiano
- 11 maggio - Larry Woods, ex giocatore di football americano statunitense
- 12 maggio - John Blackley, ex calciatore e allenatore di calcio scozzese
- 12 maggio - Lindsay Crouse, attrice statunitense
- 12 maggio - Vincenzo Guagliardo, ex brigatista e scrittore italiano
- 12 maggio - Dave Heineman, politico statunitense
- 12 maggio - Josip Katalinski, calciatore jugoslavo († 2011)
- 12 maggio - Ivan Kral, compositore, polistrumentista e produttore discografico ceco († 2020)
- 12 maggio - Stephen Milligan, politico e giornalista britannico († 1994)
- 12 maggio - Richard Riehle, attore statunitense
- 12 maggio - Steve Winwood, cantante, compositore e polistrumentista britannico
- 13 maggio - Vítor Baltasar, ex calciatore portoghese
- 13 maggio - Alan Devlin, attore irlandese († 2011)
- 13 maggio - Jeffrey Evans, politico e nobile britannico
- 13 maggio - Dean Meminger, cestista e allenatore di pallacanestro statunitense († 2013)
- 13 maggio - Stephen Schlaks, pianista, compositore e produttore discografico statunitense
- 13 maggio - José Antônio Aparecido Tosi Marques, arcivescovo cattolico brasiliano
- 13 maggio - Colin Towns, compositore e tastierista inglese
- 14 maggio - Raynald Denoueix, allenatore di calcio e ex calciatore francese
- 14 maggio - Robert Fuller, ex wrestler statunitense
- 14 maggio - Gary Hendrix, imprenditore statunitense
- 14 maggio - Julio Orozco, ex calciatore spagnolo
- 14 maggio - Bob Woolmer, crickettista inglese († 2007)
- 15 maggio - Dario Baldan Bembo, cantante, compositore e tastierista italiano
- 15 maggio - Renato Casarotto, alpinista italiano († 1986)
- 15 maggio - Rhett Davies, produttore discografico, compositore e tecnico del suono britannico
- 15 maggio - Brian Eno, musicista, compositore e produttore discografico britannico
- 15 maggio - Geninho, allenatore di calcio e ex calciatore brasiliano
- 15 maggio - Nikolaj Gorbačëv, canoista sovietico († 2019)
- 15 maggio - Peter Hussing, pugile tedesco († 2012)
- 15 maggio - Adrienne La Russa, attrice statunitense
- 15 maggio - Gus Moffat, allenatore di calcio e calciatore scozzese († 2015)
- 15 maggio - Antonello Puglisi, attore e regista teatrale italiano
- 15 maggio - Kathleen Sebelius, politica statunitense
- 15 maggio - Malcolm Stewart, attore canadese
- 15 maggio - Gary Thain, bassista neozelandese († 1975)
- 16 maggio - Jesper Christensen, attore danese
- 16 maggio - Vlade Đurović, ex cestista e allenatore di pallacanestro serbo
- 16 maggio - Enrico Fumia, designer italiano
- 16 maggio - Jim Langer, giocatore di football americano statunitense († 2019)
- 16 maggio - Adrian Legg, chitarrista britannico
- 16 maggio - Ivana Pellegatti, politica italiana
- 16 maggio - Domenico Sorrentino, arcivescovo cattolico italiano
- 16 maggio - Gustaaf Van Roosbroeck, ex ciclista su strada belga
- 17 maggio - Lois Frankel, politica e avvocato statunitense
- 17 maggio - Joe Hatton, cestista portoricano († 2022)
- 17 maggio - Waldemar Kozak, ex cestista polacco
- 17 maggio - Mikko Kozarowitsky, ex pilota automobilistico finlandese
- 17 maggio - Winfried Kretschmann, politico tedesco
- 17 maggio - Horst Köppel, allenatore di calcio e ex calciatore tedesco
- 17 maggio - Elena Andreevna Švarc, poetessa russa († 2010)
- 18 maggio - Diane English, sceneggiatrice, regista e produttrice televisiva statunitense
- 18 maggio - Raffaele Fallica, attore, doppiatore e direttore del doppiaggio italiano
- 18 maggio - Alberto Garutti, artista italiano († 2023)
- 18 maggio - Olivia Harrison, scrittrice, produttrice cinematografica e filantropa messicana
- 18 maggio - Charlie Mitchell, allenatore di calcio e ex calciatore scozzese
- 18 maggio - Sara Modigliani, cantante italiana
- 18 maggio - Gregory Phillips, attore e cantante britannico
- 18 maggio - Tom Udall, politico, avvocato e diplomatico statunitense
- 18 maggio - Vincenzo Verdecchi, regista, sceneggiatore e montatore italiano († 2015)
- 18 maggio - Tom Scott, sassofonista, compositore e arrangiatore statunitense
- 19 maggio - John M. Ball, matematico britannico
- 19 maggio - Jean-Pierre Haigneré, astronauta francese
- 19 maggio - Bruce Jarchow, attore statunitense
- 19 maggio - Grace Jones, cantante, attrice e modella giamaicana
- 19 maggio - Wiktor Paweł Skworc, arcivescovo cattolico polacco
- 19 maggio - Boet van Dulmen, pilota motociclistico olandese († 2021)
- 20 maggio - Jon Amiel, regista e produttore televisivo britannico
- 20 maggio - Sam Gejdenson, politico statunitense
- 20 maggio - Tesshō Genda, attore e doppiatore giapponese
- 20 maggio - Mike Lafferty, ex sciatore alpino statunitense
- 20 maggio - Will Lyman, attore e doppiatore statunitense
- 20 maggio - Manuel Ortiz, schermidore cubano († 2008)
- 20 maggio - Aleksandr Timošinin, canottiere sovietico († 2021)
- 20 maggio - Lorenzo Voltolini Esti, arcivescovo cattolico italiano
- 21 maggio - D'Jamin Bartlett, attrice e cantante statunitense
- 21 maggio - Peter Lamarque, filosofo britannico
- 21 maggio - Anna Lo Bianco, storica dell'arte italiana
- 21 maggio - Federico Ormezzano, pilota di rally italiano
- 21 maggio - Carol Potter, attrice statunitense
- 21 maggio - Leo Sayer, cantante inglese
- 21 maggio - Günter Zöller, ex pattinatore artistico su ghiaccio tedesco
- 22 maggio - Richard Baker, politico statunitense
- 22 maggio - Florea Dumitrache, calciatore rumeno († 2007)
- 22 maggio - Enrico Fiore, orafo, scultore e pittore italiano († 2013)
- 22 maggio - David Levy, astronomo e divulgatore scientifico canadese
- 22 maggio - Stewart Robertson, direttore d'orchestra e pianista britannico († 2024)
- 22 maggio - Adriano Zanier, calciatore e allenatore di calcio italiano († 2003)
- 23 maggio - Myriam Boyer, attrice, regista e sceneggiatrice francese
- 23 maggio - Baldo Giacalone, allenatore di pallacanestro italiano († 2018)
- 23 maggio - Thom Puckey, scultore britannico
- 23 maggio - Ian Taylor, ex calciatore scozzese
- 24 maggio - Michail Čyhir, politico bielorusso
- 24 maggio - Richard Dembo, regista e sceneggiatore francese († 2004)
- 24 maggio - Francisco Escalero, serial killer spagnolo († 2014)
- 24 maggio - Rolf-Dieter Heuer, fisico tedesco
- 24 maggio - Judith Kahan, attrice e sceneggiatrice statunitense
- 24 maggio - Kristján Jóhannsson, tenore islandese
- 24 maggio - Sergio Loro Piana, imprenditore italiano († 2013)
- 25 maggio - Ylli Bufi, politico albanese
- 25 maggio - Richard Duke, ex cestista australiano
- 25 maggio - Klaus Meine, cantante tedesco
- 26 maggio - Andrej Daňko, allenatore di calcio e ex calciatore slovacco
- 26 maggio - Dayle Haddon, attrice e modella canadese († 2024)
- 26 maggio - Stevie Nicks, cantautrice statunitense
- 26 maggio - Víctor Palomo, pilota motociclistico e bobbista spagnolo († 1985)
- 26 maggio - Alexander Rahbari, compositore e direttore d'orchestra iraniano
- 26 maggio - Jenny Randerson, baronessa Randerson, politica gallese († 2025)
- 27 maggio - Mike Ashley, scrittore inglese
- 27 maggio - Wubbo de Boer, funzionario olandese († 2017)
- 27 maggio - Adriana Cerretelli, editorialista e giornalista italiana
- 27 maggio - Ken Lerner, attore statunitense
- 27 maggio - Andy Russo, allenatore di pallacanestro statunitense
- 27 maggio - Aleksandr Aleksandrovič Volkov, cosmonauta sovietico
- 28 maggio - Jürgen Fassbender, ex tennista tedesco
- 28 maggio - Carlo Gubbini, politico italiano († 2009)
- 28 maggio - Wil Hartog, pilota motociclistico olandese
- 28 maggio - Juan Luis Irazusta, ex calciatore spagnolo
- 28 maggio - Sergej Ol'šanskij, ex calciatore sovietico
- 28 maggio - Pierre Rapsat, cantautore belga († 2002)
- 28 maggio - Elisabetta Strickland, matematica italiana
- 28 maggio - Bruce Taylor, ex giocatore di football americano statunitense
- 29 maggio - Giordano Abbondati, pattinatore artistico su ghiaccio italiano († 2005)
- 29 maggio - Christine Egerszegi-Obrist, politica svizzera
- 29 maggio - Nick Mancuso, attore italiano
- 29 maggio - Edward Bernard Scharfenberger, vescovo cattolico statunitense
- 29 maggio - František Zlámal, ex calciatore cecoslovacco
- 30 maggio - Johan De Muynck, ex ciclista su strada belga
- 30 maggio - Michael Piller, sceneggiatore e produttore televisivo statunitense († 2005)
- 30 maggio - Salvador Puig Antich, anarchico spagnolo († 1974)
- 31 maggio - Svjatlana Aleksievič, giornalista e scrittrice bielorussa
- 31 maggio - John Bonham, batterista e compositore britannico († 1980)
- 31 maggio - Jeff Cotton, musicista statunitense
- 31 maggio - Salvador Giménez Valls, vescovo cattolico spagnolo
- 31 maggio - Duncan Hunter, politico statunitense
- 31 maggio - Jackie Marsh, ex calciatore inglese
- 31 maggio - Marco Nanini, attore, drammaturgo e regista teatrale brasiliano
- 31 maggio - Osvalda Trupia, politica italiana
- 31 maggio - Michele Tucci, politico italiano
- 31 maggio - Isaiah Wilson, ex cestista statunitense
- 31 maggio - Paulinho da Costa, percussionista brasiliano